# 別れの律動
「別れの律動」（わかれのリズム）は、1982年11月21日に発売されたALFEE14枚目のシングル。

## 概要
アルバム『ALFEE』の先行シングルで、ロックバンド「ALFEE」名義初のシングル。『ALFEE』にも収録。カップリングの「挽歌」はカセット盤のみの収録。
本作から「風曜日、君をつれて」までのシングルは、グループ名は「ALFEE」と表記されている。
表題曲は「美しいシーズン」以来6作振りに高見沢がリード・ヴォーカルを務めた。
ジャケットでは、セピア色のジャケットの中に3人が映し出されている。それまでの「優男」風のイメージを一新。パンク風のスタイリングで「ロックバンド・ALFEE」のイメージを強く打ち出している。
本曲でフジテレビ『夜のヒットスタジオ』にグループ単独で初出演（1982年12月20日放送）。歌唱前に司会の芳村真理が坂崎幸之助に「眼鏡外すとチャゲに似てない?」と突っ込みを入れていた。
カップリングは、『ALMIGHTY ALFEE』にスタジオライヴ音源で収録された「挽歌」のアレンジヴァージョン。
アルフィー名義で初めてオリコンチャート100位以内に入った作品。本作以降アルフィーのシングルは全てオリコンチャートに入っている。ただし、実際には変名・BE∀T BOYS名義で発売したシングル「ショック!!TAKURO23」が最高51位を獲得した為、厳密には本作が初ではない。
加藤いづみが自身の小遣いで初めて買ったレコードが本作であることを『坂崎幸之助のももいろフォーク村NEXT』（フジテレビNEXT）で話しており、2018年7月12日放送の同番組内で、加藤が坂崎をバックに本曲を歌唱。

## 収録曲
全曲　作詞・作曲：高見沢俊彦、編曲：ALFEE
1. 別れの律動 (リズム)
2. 挽歌

## リリース履歴
| 規格 | 発売日         | レーベル       | 品番      | 備考 |
| ---- | -------------- | -------------- | --------- | --- |
| EP   | 1982年11月21日 | CANYON RECORDS | 7A 0235   | A面：別れの律動 B面：挽歌                                                                                          |
| CT   | 1987年5月5日   | PONY           | 10P 3127  | 「ベストシングルカセット」として『暁のパラダイス・ロード』とのカップリングで発売。 ジャケットは『暁の - 』を使用。 |
| CD   | 1988年6月21日  | PONY CANYON    | S10A 0122 | |

## 収録作品
- ALMIGHTY（#2、スタジオライヴ音源）
- ALFEE（#1、カセットのみ#2）
- ALFEE A面 コレクション（#1）
- ALFEE B面 コレクション（#2）
- ALFEE ベスト20（#1）
- ALFEE 4WAY STORY（#1,2）
- 14 Best Hits ALFEE（#）
- アルフィーA面コレクション スペシャル（#1）
- アルフィーB面コレクション スペシャル（#2）
- THE ALFEE SINGLE HISTORY VOL.I 1979-1982（#1,2）
- THE ALFEE 單曲全集一（#1）